# پادشاه جیجونگ
پادشاه جیجوگ (۵۰۰ میلادی تا ۵۱۴ میلادی) بیست و دومین پادشاه شیلا یکی از سه پادشاهی کره بود. او در سال ۵۰۰ میلادی به تخت نشست و پس از ۱۴ سال حکومت از دنیا رفت.